# 包白铁路
包白铁路，是一条主要位于位于内蒙古自治区包头市境内的铁路，部分线路位于巴彦淖尔市。线路全长约159公里，作为白云鄂博地区矿石资源的运输线路，连接了京包铁路、包兰铁路等铁路干线，并与包环铁路相通，也可直接引入包头钢铁公司厂区铁路专用线。包白铁路全线共设有车站19座。
1956年3月，包兰铁路包白支线（即包白铁路）正式开工建设，自包头站向西引出，向北至白云鄂博站止。1958年11月工程全部完工，交付使用。之后兴建包环铁路时，与包白铁路共线使用昆都仑召站与包头西站区段。
包白铁路兴建时计划全线为电气化铁路，包头西到明安段为双线铁路，并修建有至固阳的支线。后因预算收缩，仅包头西到昆都仑召段为双线铁路，包头北到白云鄂博站为非电气化铁路，固阳支线也仅修建部分地基。
包白铁路白云南至包头西段目前是包满铁路的一部分。2018年7月19日，因强降雨西斗铺附近部分路基被冲毁，多次列车暂时停运，正在运营的列车上有170余人被困。